# Telenomus kolbei
Telenomus kolbei är en stekelart som beskrevs av Mayr 1879. Telenomus kolbei ingår i släktet Telenomus, och familjen gallmyggesteklar. Arten är reproducerande i Sverige.